# Sidney Paget
Sidney Edward Paget (Londres, 4 de outubro de 1860 — 28 de janeiro de 1908) foi um ilustrador britânico da era vitoriana que fez muitos trabalhos para a revista The Strand Magazine.
Hoje em dia, Sidney Paget é mais conhecido como o criador da mais popular ilustração de Sherlock Holmes. Ele foi inadvertidamente contratado para ilustrar As Aventuras de Sherlock Holmes, uma série de doze contos publicados entre 1891 e 1892, quando os editores acidentalmente mandaram-lhe uma carta de pagamento ao invés de mandar ao seu irmão Walter.
Acredita-se que a imagem de Holmes criada por Sidney tenha sido baseada neste mesmo irmão, Walter. No entanto, de acordo com o Oxford Dictionary of National Biography "a afirmação de que Walter, o irmão do artista, ou outra pessoa, serviu de modelo ao retrato de Sherlock Holmes é incorreta." 
Em 1893, Paget ilustrou As Memórias de Sherlock Holmes, publicado em The Strand como episódios posteriores às Aventuras. Quando Arthur Conan Doyle reviveu as histórias do detetive com O Cão dos Baskerville na The Strand, entre 1901 e 1902, ele pediu para Paget ilustrá-lo. Ao todo, Paget ilustrou um romance de Holmes e trinta e sete contos, e influenciou todas as interpretações do detetive na ficção, no cinema e no drama.

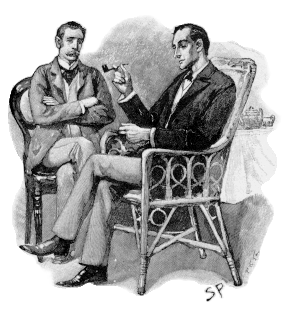
Holmes e Watson por Paget

The Strand tornou-se uma das mais prestigiadas revistas de ficção do Reino Unido, com a série de Holmes sua mais popular atração, não surpreendendo se a edição esgotasse nas bancas.
Enquanto crescia a popularidade das histórias, as ilustrações ficavam maiores e mais elaboradas. Começando com A Aventura do Último Problema (The Adventure of the Final Problem) em 1893, quase todas as histórias de Holmes vinham com uma ilustração de página inteira e mais outras menores dentro do texto. Também elas ganhavam um tom mais escuro à medida que Paget usava o preto e o branco para refletir o espírito lúgubre do texto. Elas provavelmente influenciaram os filmes estadunidenses de detetives e o cinema noir, e com certeza influenciaram todo e cada filme de Holmes.
Sidney Paget publicou cerca de 356 ilustrações das séries, e depois de sua morte, em 1908, outros ilustradores descobriram que tinham que copiar o estilo de Paget quando desenhavam Sherlock Holmes, e as ilustrações de Paget foram reimpressas em muitas antologias de Holmes. Paget fez de Sherlock Holmes o que John Tenniel fez de Alice de Lewis Carroll: definiu a aparência de um personagem realmente bom e original.
Um conjunto das revistas The Strand com as histórias ilustradas de Sherlock Holmes é um dos itens mais raros e caros de colecionador na história das publicações. Um original de Paget de 10,5 x 6,75 polegadas de Holmes e Moriarty em Mortal Combat at the Edge of the Reichenbach Falls foi vendido em 16 de Novembro de 2004 por 220 800 dólares.